# Dãy núi Stanovoy

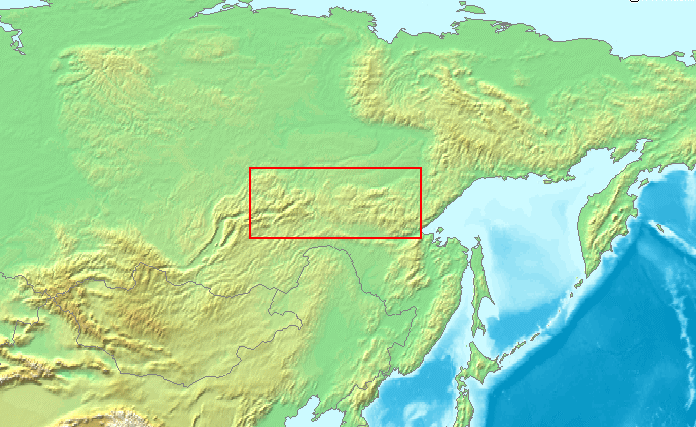
Dãy Stanovoy là phần phía đông của of the high country running from Lake Baikal to the Pacific

Dãy núi Stanovoy (tiếng Nga: Станово́й хребе́т) hay Ngoại Hưng An Lĩnh (giản thể: 外兴安岭; phồn thể: 外興安嶺; bính âm: Wài Xìng'ān Lǐng), là một dãy núi nằm ở phía đông nam của Viễn Đông Nga. Dãy núi chạy từ tây nam đến đông bắc với chiều dài khoảng 900 km, từ sông Olyokma ở phía tây, đến sông Uchur ở phía đông. gần đến biển Okhotsk. Dãy núi là đường phân chia lưu vực các dòng chảy đổ ra Bắc Băng Dương (qua sông Lena) và các dòng chảy đổ ra Thái Bình Dương (qua sông Amur). Dãy núi từng là biên giới giữa Đại Thanh và Đế quốc Nga từ năm 1689 (Điều ước Nerchinsk) đến 1858 (Điều ước Aigun).
Điểm cao nhất của dãy núi là đỉnh Skalisty với cao độ 2.482 mét (8.143 ft). Dãy núi có nhiều sông băng, và là một nguồn cung cấp nước chính cho sông Lena.
Dãy núi Yablonovy có thể được coi là phần mở rộng phía tây nam của Stavonoy. Trước thế kỷ 20, Stanavoy cũng được nói đến như là một dãy núi đôi chút thần thoại dọc theo bờ biển phía tây của biển Okhotsk.